# Janusz Gromek
Janusz Gromek (ur. 4 lipca 1956 w Kołobrzegu) – polski polityk, nauczyciel i samorządowiec, prezydent Kołobrzegu (2006–2018), senator X i XI kadencji (od 2019).

## Życiorys
Syn Stanisława i Anny. W młodości pracował m.in. jako ślusarz, zaopatrzeniowiec, kierowca i akwizytor, następnie jako nauczyciel wychowania fizycznego i dyrektor Zespołu Szkół im. Henryka Sienkiewicza w Kołobrzegu.
Absolwent Zamiejscowego Wydziału Wychowania Fizycznego w Gorzowie Wielkopolskim AWF w Poznaniu. W 1990 wybrany po raz pierwszy w skład Rady Miasta Kołobrzeg. W kadencji 1998–2002 pełnił obowiązki wiceprzewodniczącego rady, następnie jej przewodniczącego (2002–2006).
W II turze wyborów samorządowych w 2006 został wybrany na prezydenta miasta z ramienia PO większością głosów 50,32%, pokonując ubiegającego się o reelekcję Henryka Bieńkowskiego. Z powodzeniem ubiegał się o reelekcję w 2010 i w 2014, wygrywając w drugiej turze głosowania. Został w międzyczasie członkiem zarządu Stowarzyszenia Gmin Uzdrowiskowych Rzeczypospolitej Polskiej.
W 2018 nie ubiegał się o miejską prezydenturę, uzyskał natomiast mandat radnego sejmiku zachodniopomorskiego VI kadencji. W listopadzie 2018 został powołany na członka zarządu województwa. W wyborach w 2019 został wybrany do Senatu X kadencji. Kandydował z ramienia Koalicji Obywatelskiej w okręgu nr 99, otrzymując 59 348 głosów. W 2023 uzyskał reelekcję do Senatu jako kandydat KO w tym samym okręgu, otrzymując 91 840 głosów.

## Wyniki w wyborach ogólnopolskich
| Wybory | Komitet wyborczy  | Komitet wyborczy     | Organ            | Okręg | Wynik           |
| ------ | ----------------- | -------------------- | ---------------- | ----- | --------------- |
| 2019   |                   | Koalicja Obywatelska | Senat X kadencji | nr 99 | 59 348 (43,45%) |
| 2023   | Senat XI kadencji | Koalicja Obywatelska | 91 840 (55,58%)  | nr 99 |                 |

## Odznaczenia
- Krzyż Kawalerski Orderu Odrodzenia Polski (2011)[10]
- Złoty Krzyż Zasługi (2002)[11]
- Srebrny Krzyż Zasługi (1998)[12]
- Odznaka Honorowa za Zasługi dla Samorządu Terytorialnego (2015)[13]